# Булойчик, Артём Олегович
Артём Оле́гович Було́йчик (бел. Арцём Алегавіч Булойчык; род. 16 июня 1992, Бобруйск, Могилёвская область) — белорусский футболист, полузащитник; тренер. Главный тренер клуба «Шинник».

## Клубная карьера
С 2009 года выступал за дубль минского «Динамо». В 2010 году привлекался к основной команды, играл в Лиге Европы. Сезон 2012 пропустил из-за травмы.
В апреле 2013 года перешёл в «Минск». Не смог закрепиться в основном составе, обычно выходил на замену. В январе 2014 года оставил минский клуб.
В марте 2014 года стал игроком клуба «Берёза-2010». Вторую половину сезона 2014 пропустил из-за травмы.
В феврале 2015 года находился на просмотре в «Гомеле», по итогам которого клуб не стал предлагать полузащитнику контракт. В результате, в апреле 2015 года Булойчик присоединился к латышскому клубу «1625 Лиепая». В августе вернулся в Беларусь, став игроком перволигового «Днепра». Был игроком основного состава во второй половине сезона-2015. В начале 2016 года вместе с командой готовился к новову сезону, однако в апреле, за неделю до старта чемпионата, разорвал контракт с клубом и пополнил состав минского «Луча». В июле 2016 года перешёл в другой столичный клуб — «Торпедо». В декабре того же года по истечении срока действия контракта покинул «Торпедо».
В начале 2017 тренировался вместе с бобруйской «Белшиной», а в марте вернулся в «Луч» и вскоре подписал контракт. В качестве прочного игрока основы помог команде выйти в Высшую лигу. Сезон 2018 начинал в стартовом составе, однако с августа потерял место в основе.
В январе 2019 года покинул «Луч» и вскоре подписал контракт с клубом первой лиги НФК. Первую половину сезона 2019 пропустил из-за травмы. В июле стал появляться на поле, чередуя выходы в стартовом составе и со скамейки запасных.
В 2020 году перешёл в «Гомель», также проводивший сезон в Первой лиге. В августе того же года покинул клуб.

## Международная карьера
Выступал за молодёжную сборную Беларуси (до 21 лет) на Кубке Содружества 2012 в Санкт-Петербурге.

## Карьера тренера
Во второй половине 2020 года, закончив карьеру, работал тренером в структуре «Энергетика-БГУ». В январе 2021 года он вошёл в тренерский штаб основной команды «Витебска».
В 2022 году стал тренером по стандартным положениям в клубе «Балтика».
13 января 2025 года вошёл в тренерский штаб Александра Побегалова в «Шиннике» в качестве старшего тренера. 11 апреля 2025 года был утверждён в качестве главного тренера, подписав контракт по схеме «0,5+1 год».

## Достижения
- Обладатель Кубка Беларуси: 2012/13
- Чемпион Первой лиги Беларуси: 2017

## Статистика
| Сезон    | Дивизион | Клуб            | Страна                    | Матчи | Голы |
| -------- | -------- | --------------- | ------------------------- | ----- | ---- |
| 2009     | дубль    | Динамо (Минск)  | Флаг Беларуси (1995—2012) | 18    | 1    |
| 2010     | Д1       | Динамо (Минск)  | Флаг Беларуси (1995—2012) | 8     | 0    |
| 2011     | дубль    | Динамо (Минск)  | Флаг Беларуси (1995—2012) | 26    | 3    |
| 2012     | Д3       | Динамо (Минск)  | Флаг Беларуси             | 1     | 0    |
| 2013     | Д1       | Минск           | Флаг Беларуси             | 12    | 0    |
| 2014     | Д2       | Берёза-2010     | Флаг Беларуси             | 7     | 0    |
| 2015 (1) | Д2       | 1625 Лиепая     | Флаг Латвии               | 9     | 8    |
| 2015 (2) | Д2       | Днепр (Могилёв) | Флаг Беларуси             | 13    | 2    |
| 2016 (1) | Д2       | Луч (Минск)     | Флаг Беларуси             | 9     | 3    |
| 2016 (2) | Д2       | Торпедо (Минск) | Флаг Беларуси             | 11    | 1    |
| 2017     | Д2       | Луч (Минск)     | Флаг Беларуси             | 30    | 4    |
| 2018     | Д1       | Луч (Минск)     | Флаг Беларуси             | 20    | 0    |
| 2019     | Д2       | НФК             | Флаг Беларуси             | 11    | 1    |
| 2020     | Д2       | Гомель          | Флаг Беларуси             | 11    | 0    |